# Bistum Ponce
Das Bistum Ponce (lat.: Dioecesis Poncensis) ist eine in Puerto Rico gelegene römisch-katholische Diözese mit Sitz in Ponce. 

## Geschichte
Das Bistum Ponce wurde am 21. November 1924 durch Papst Pius XI. mit der Apostolischen Konstitution Ad Sacrosancti Apostolatus Officium aus Gebietsabtretungen des Bistums San Juan de Puerto Rico errichtet. Es wurde dem Erzbistum San Juan de Puerto Rico als Suffraganbistum unterstellt. Am 30. April 1960 gab das Bistum Ponce Teile seines Territoriums zur Gründung des Bistums Arecibo ab. Das Bistum Ponce gab am 4. November 1964 Teile seines Territoriums zur Gründung des Bistums Caguas ab. Eine weitere Gebietsabtretung erfolgte am 1. März 1976 zur Gründung des Bistums Mayagüez.

## Bischöfe von Ponce
- Edwin Vincent Byrne, 1925–1929, dann Bischof von San Juan de Puerto Rico
- Aloysius Joseph Willinger CSsR, 1929–1946, dann Koadjutorbischof von Monterey-Fresno
- James Edward McManus CSsR, 1947–1963
- Luis Aponte Martínez, 1963–1964, dann Erzbischof von San Juan de Puerto Rico
- Juan Fremiot Torres Oliver, 1964–2000
- Ricardo Antonio Suriñach Carreras, 2000–2003
- Félix Lázaro Martinez SchP, 2003–2015
- Rubén Antonio González Medina CMF, seit 2015